# Вородьков 1
Вородьков 1 (бел. Вародзькаў 1) — деревня в Кричевском районе Могилёвской области Белоруссии. Входит в состав Ботвиновского сельсовета.

## География
Деревня находится в северо-восточной части Могилёвской области, в пределах Оршанско-Могилёвской равнины, на правом берегу реки Волчес, к югу от автодороги Н10826, на расстоянии примерно 18 километров (по прямой) к северо-западу от Кричева, административного центра района. Абсолютная высота — 168 метров над уровнем моря.
Климат деревни характеризуется как влажный континентальный (Dfb в классификации климатов Кёппена).

## История
Согласно «Списку населенных мест Могилёвской губернии» 1910 года издания деревня входила в состав Белицкой волости Чериковского уезда Могилёвской губернии. В деревне имелось 45 дворов и проживало 195 человек (97 мужчин и 98 женщин).

## Население
По данным переписи 2009 года, в деревне проживало 13 человек.